# Korpo
Korpo (ang. Mayhem) – amerykański film fabularny z 2017 roku w reżyserii Joego Lyncha, wyprodukowany przez wytwórnię RLJE Films.
Premiera filmu odbyła się 10 listopada 2017 w Stanach Zjednoczonych. Dziesięć miesięcy później, 28 września 2018, obraz trafił do kin na terenie Polski.

## Fabuła
Młody prawnik z wielkiej korporacji Derek Cho (Steven Yeun) zostaje niesłusznie oskarżony o błąd i zwolniony. Mężczyzna kipi gniewem i chce wyrównać rachunki z szefem. Tymczasem biurowiec opanowuje wirus ID-7 – osoby nim zakażone mają niekontrolowane napady agresji. Władze ogłaszają, że nikt nie będzie sądzony za przestępstwa popełnione podczas choroby ze względu na niepoczytalność. Derek postanawia wykorzystać epidemię, aby uniknąć kary za krwawą zemstę, którą planuje. Uzbrojony w młotek i dodatkowo rozjuszony za sprawą wirusa zmierza do biura zarządu w zamkniętym na czas kwarantanny budynku. Pomaga mu Melanie Cross, która też ma z firmą na pieńku. Na realizację planów mają tylko kilka godzin.

## Obsada
- Steven Yeun jako Derek Cho[1]
- Samara Weaving jako Melanie Cross[1]
- Steven Brand jako John Towers 'The Boss'[1]
- Caroline Chikezie jako Syrena[1]
- Kerry Fox jako Irene Smythe[1]
- Dallas Roberts jako Kosiarz[1]
- Mark Frost jako Ewan Niles
- Claire Dellamar jako Meg

## Odbiór

### Krytyka
Film Korpo spotkał się z pozytywną reakcją krytyków. W serwisie Rotten Tomatoes 83% z pięćdziesięciu dwóch recenzji filmu jest pozytywna (średnia ocen wyniosła 7,2 na 10). Na portalu Metacritic średnia ocen z 13 recenzji wyniosła 62 punkty na 100.